# Deutsche Vilomix Tierernährung
Die Deutsche Vilomix Tierernährung GmbH ist ein Mineralfutterhersteller (auch Vormischungen) mit Sitz in Neuenkirchen-Vörden im Landkreis Vechta. Deutsche Vilomix Tierernährung GmbH als Hersteller von Premixen und Mineralfutter ist Teil der VILOFOSS-Gruppe.

## Geschichte
Das Unternehmen wurde Ende der 1960er Jahre als Abteilung der Lohmann Tierernährung in Cuxhaven gegründet. Der Name VILOMIX ist eine Abkürzung für „Vitamine Lohmann Mix“. 1972 wurde die Deutsche Vilomix ein eigenständiges Unternehmen, dessen Sitz 1974 nach Neuenkirchen im Landkreis Vechta, ca. 30 km nördlich von Osnabrück, verlegt wurde.
Seit 1992 gehört die Wübbenhorst Tierernährung GmbH in Oldenburg zur Firmengruppe und seit dem Jahr 1993 zählt das ehemalige Unternehmen Cimbria in Hessisch Oldendorf als zweiter Produktionsstandort zur Deutschen Vilomix.
Im Jahr 1993 wurde die Vilomix von der dänischen DLG als 100%ige Tochter übernommen und gehört heute mit zur VILOFOSS-Gruppe. Oberstes Mutterunternehmen ist somit die Dansk Landbrugs Grovvareselskab a.m.b.a (DLG), Fredericia in Dänemark, in deren Konzernabschluss die Gesellschaft einbezogen wird.
Im Jahr 2011 wurde die dritte Produktionsstätte in Haldensleben fertiggestellt und eröffnet.

## Standorte
Neben dem Werk am Stammsitz Neuenkirchen gehört als zweite Betriebsstätte seit 1993 das ehemalige Unternehmen Cimbria zur Unternehmensgruppe. Das Zweigwerk befindet sich in Hessisch Oldendorf in der Nähe von Hameln.
2007 wurde das Premixwerk in Orenburg (Russland) eröffnet, das ca. 1.230 km südöstlich von Moskau, unweit der Grenze zu Kasachstan liegt. Seit 2021 firmiert das Werk in Orenburg in einer Joint Venture unter AV NutriSmart. 2022 wurden die Anteile am Russischen Werk verkauft.
Ab 2009 wurde ein neues Futtermittelwerk in Haldensleben bei Magdeburg gebaut, das im Frühjahr 2011 die Produktion aufnahm.

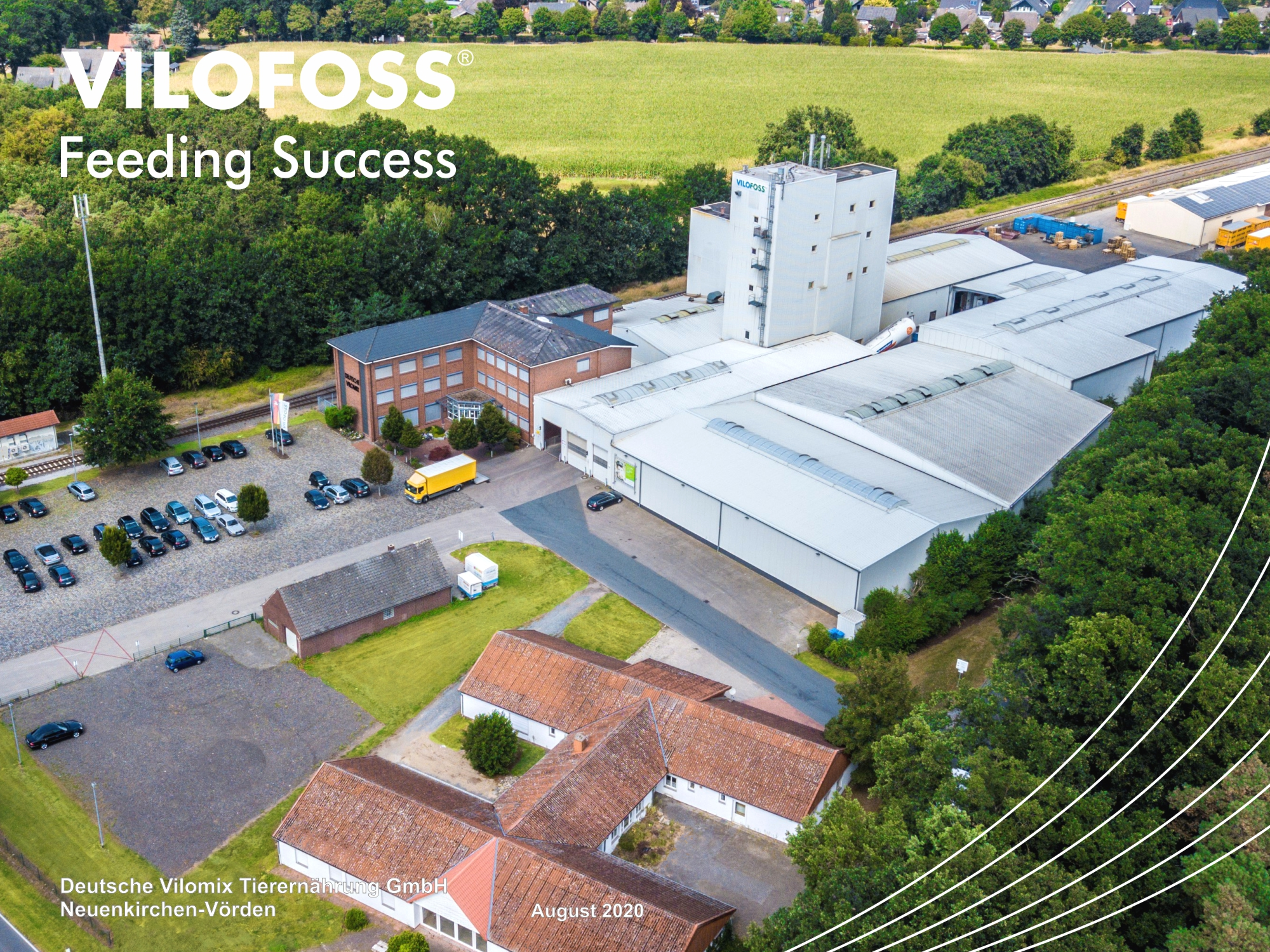
Neuenkirchen-Vörden
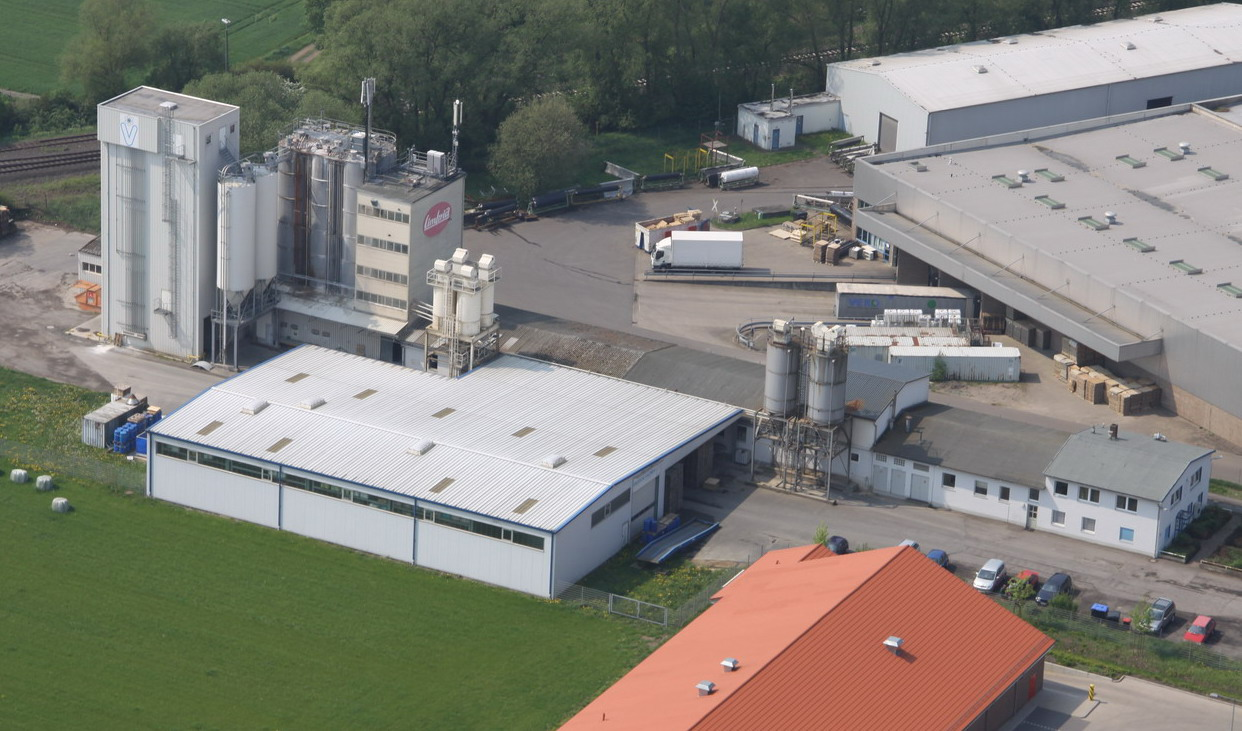
Werk Hessisch Oldendorf
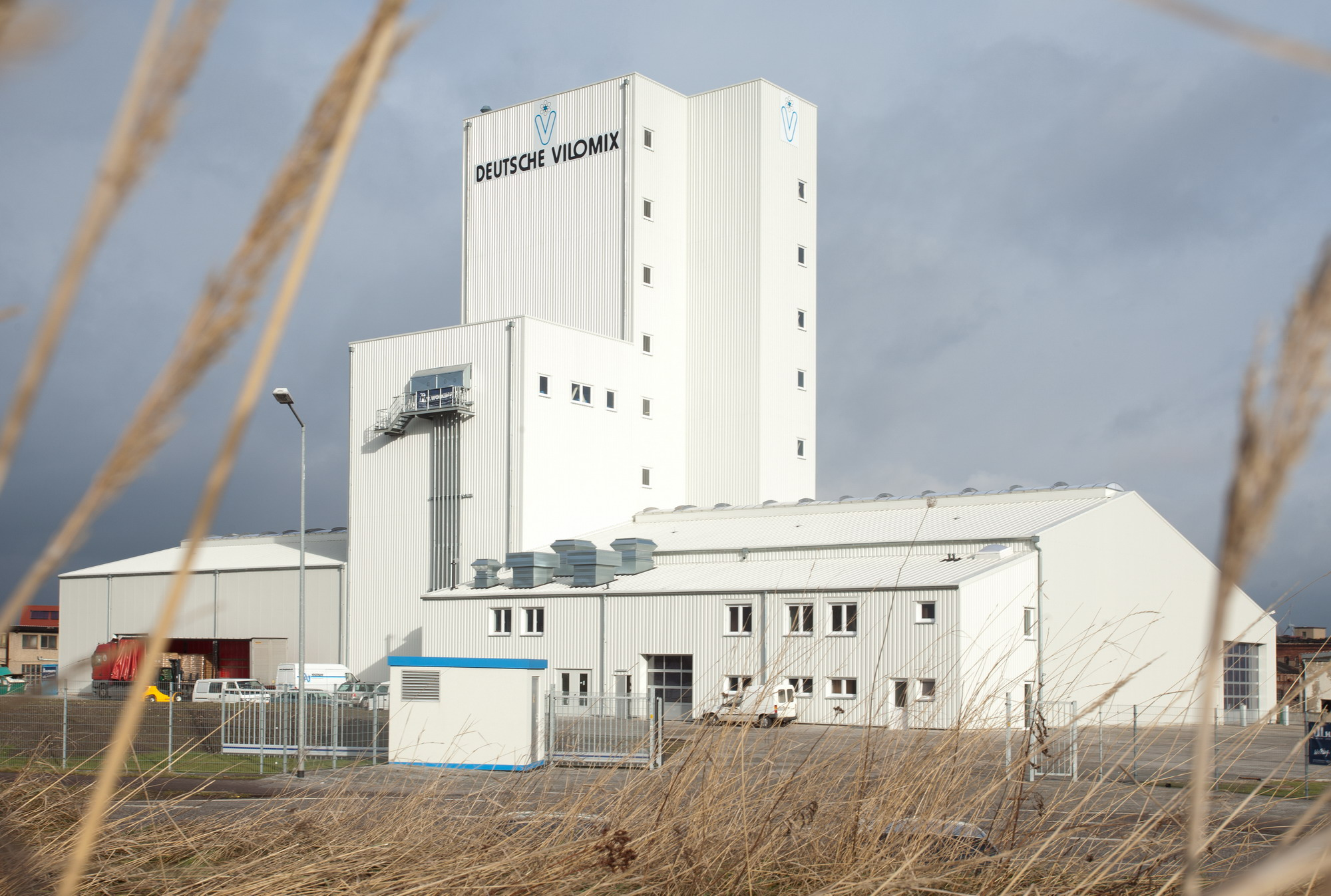
Werk Haldensleben

## Produkte
Die von der Vilomix hergestellten Mineralfutter sind Ergänzungsfuttermittel, die überwiegend aus mineralischen
Einzelfuttermitteln bestehen und mit 2–5 % dem Futter zugemischt werden. Die darin enthaltenen mineralischen Mengenelemente, Spurenelemente, Vitamine und teilweise andere Zusatzstoffe sorgen in der Tierernährung für eine ausgewogene Gesamtration.
Vormischungen, auch Premixe genannt, werden mit einer Dosierung von 0,2 bis 1 % in ein Mischfutter eingemischt.
Über eine spezielle Mischer- und Dosiertechnik kann die Vilomix eine hohe Mischgenauigkeit von 1 zu 100.000 gewährleisten.